# Donacobius
Donacobius is een geslacht van zangvogels uit de familie Donacobiidae. Het geslacht telt één soort.

## Soorten
- Donacobius atricapilla – Zwartkapdonacobius